# بيت الراهب
بيت الراهب قرية تتبع ناحية حمين منطقة دريكيش في محافظة طرطوس في سورية.